# Tile
Tile ali Tjule (starogrško starogrško Τύλις, Tílis) so bile prestolnica kratkoživega  kraljestva na Balkanu, za katero Polibij piše, da so ga v 3. stoletju pr. n. št. ustanovili Kelti pod Komontorijevim vodstvom. 
Galce je po njihovi invaziji v Trakijo in Grčijo leta 279 pr. n. št. v bitki pri Lizimahiji  leta 277 pr. n. št. porazil makedonski kralj Antigon II. Gonat. Galci so se po porazu umaknili v Trakijo in v Tilah na vzhodnem robu Stare planine v sedanji Bolgariji ustanovili svoje kraljestvo. Nekaj skupin Keltov (Tektosagi, Tolistobogi in Trokmi) se ni naselilo v Trakiji, ampak je nadaljevalo selitev v Malo Azijo, kjer so postali znani kot Galati. Zadnji kraj Tila je bil Kavar, ki je vzdrževal dobre odnose z Bizancem. Njegovo prestolnico so leta 212 pr. n. št. uničili Tračani, kar je hkrati pomenilo tudi uničenje njegovega kraljestva.
Na mestu stare prestolnice zdaj stoji vas Tulovo v provinci Stara Zagora.

## Zanimivost
Po Tilah se imenuje Tile Ridge na otoku Greenwich v južnih Šetlandskih otokih na Antarktiki.